# Turquie aux Jeux olympiques d'hiver de 1968
Cet article contient des informations sur la participation et les résultats de la Turquie aux Jeux olympiques d'hiver de 1968, qui ont eu lieu à Grenoble en France. Il s'agit de la dernière participation turque aux Jeux olympiques d'hiver jusqu'à leur retour huit ans plus tard à Innsbruck.

## Participants
| Sport       | Hommes | Femmes | Total |
| ----------- | ------ | ------ | ----- |
| Ski alpin   | 7      | 0      | 7     |
| Ski de fond | 4      | 0      | 4     |
| Total       | 11     | 0      | 11    |

## Résultats

### Ski alpin

#### Hommes
| Athlète         | Épreuve      | Manche 1      | Manche 1 | Manche 2      | Manche 2 | Total           | Total |
| Athlète         | Épreuve      | Temps         | Rang     | Temps         | Rang     | Temps           | Rang  |
| --------------- | ------------ | ------------- | -------- | ------------- | -------- | --------------- | ----- |
| Mehmet Gökcan   | Descente     |               |          |               |          | N'a pas terminé | –     |
| Bahattin Topal  | Descente     |               |          |               |          | N'a pas terminé | –     |
| Özer Ateşçi     | Descente     |               |          |               |          | 2 min 25 s 18   | 67    |
| Mehmet Yıldırım | Descente     |               |          |               |          | 2 min 40 s 79   | 71    |
| Özer Ateşçi     | Slalom géant | Disqualifié   | –        | –             | –        | Disqualifié     | –     |
| Zeki Erylıdırım | Slalom géant | 2 min 37 s 07 | 91       | 2 min 29 s 72 | 88       | 5 min 06 s 79   | 87    |
| Mehmet Yıldırım | Slalom géant | 2 min 23 s 15 | 88       | 2 min 23 s 71 | 85       | 4 min 46 s 86   | 84    |
| Ahmet Kıbıl     | Slalom géant | 2 min 19 s 69 | 86       | 2 min 20 s 54 | 82       | 4 min 40 s 23   | 82    |

#### Slalom hommes
| Athlète         | Manche 1        | Manche 1 | Manche 2      | Manche 2     | Finale         | Finale       | Finale         | Finale       | Finale       | Finale       |
| Athlète         | Temps           | Rang     | Temps         | Rang         | Temps Manche 1 | Rang         | Temps Manche 2 | Rang         | Total        | Rang         |
| --------------- | --------------- | -------- | ------------- | ------------ | -------------- | ------------ | -------------- | ------------ | ------------ | ------------ |
| Burhan Alankuş  | N'a pas terminé | –        | Non qualifié  | Non qualifié | Non qualifié   | Non qualifié | Non qualifié   | Non qualifié | Non qualifié | Non qualifié |
| Özer Ateşçi     | 1 min 10 s 58   | 4        | 1 min 14 s 83 | 4            | Non qualifié   | Non qualifié | Non qualifié   | Non qualifié | Non qualifié | Non qualifié |
| Mehmet Yıldırım | 1 min 05 s 31   | 5        | 1 min 02 s 39 | 4            | Non qualifié   | Non qualifié | Non qualifié   | Non qualifié | Non qualifié | Non qualifié |
| Ahmet Kıbıl     | Disqualifié     | –        | 1 min 04 s 52 | 3            | Non qualifié   | Non qualifié | Non qualifié   | Non qualifié | Non qualifié | Non qualifié |

### Ski de fond

#### Hommes
| Épreuve | Athlète      | Manche            | Manche |
| Épreuve | Athlète      | Temps             | Rang   |
| ------- | ------------ | ----------------- | ------ |
| 15 km   | Yaşar Ören   | 1 h 09 min 03 s 8 | 72     |
| 15 km   | Naci Öğün    | 1 h 05 min 56 s 4 | 71     |
| 15 km   | Rızvan Özbey | 1 h 05 min 02 s 3 | 70     |
| 15 km   | Şeref Çınar  | 1 h 04 min 12 s 2 | 69     |

#### Relais hommes 4 x 10 km
| Athlètes                                      | Course            | Course |
| Athlètes                                      | Temps             | Rang   |
| --------------------------------------------- | ----------------- | ------ |
| Rızvan Özbey Yaşar Ören Şeref Çınar Naci Öğün | 3 h 01 min 52 s 1 | 15     |

## Référence
- (en) Cet article est partiellement ou en totalité issu de l’article de Wikipédia en anglais intitulé « Turkey at the 1968 Winter Olympics » (voir la liste des auteurs).